# فرانسیسکو ایتورینو

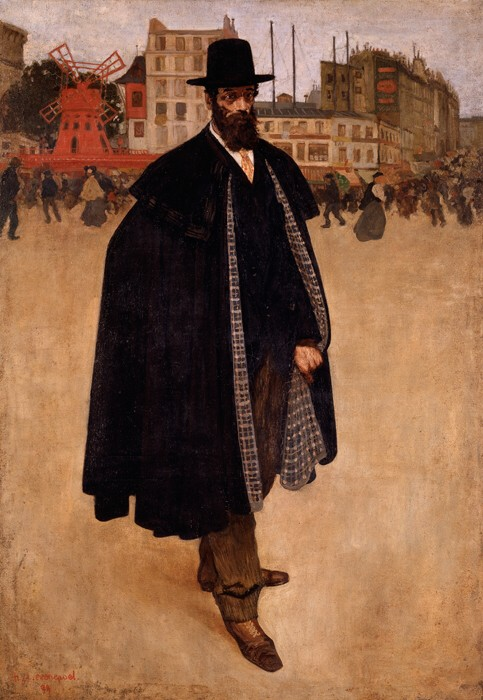
یک اسپانیایی در پاریس، (پرتره نقاش فرانسیسکو ایتورینو) نوشته هانری ایونپول

فرانسیسکو نیکلاس ایتورینو گونزالس (اسپانیایی: Francisco Nicolás Iturrino González‎؛ زاده ۹ سپتامبر ۱۸۶۴ – درگذشته ۲۰ ژوئن ۱۹۲۴) یک نقاش پست‌امپرسیونیست اهل اسپانیا با تبار باسک بود. او گاهی به عنوان یک فوویست طبقه‌بندی می‌شود.

## آثار برگزیده

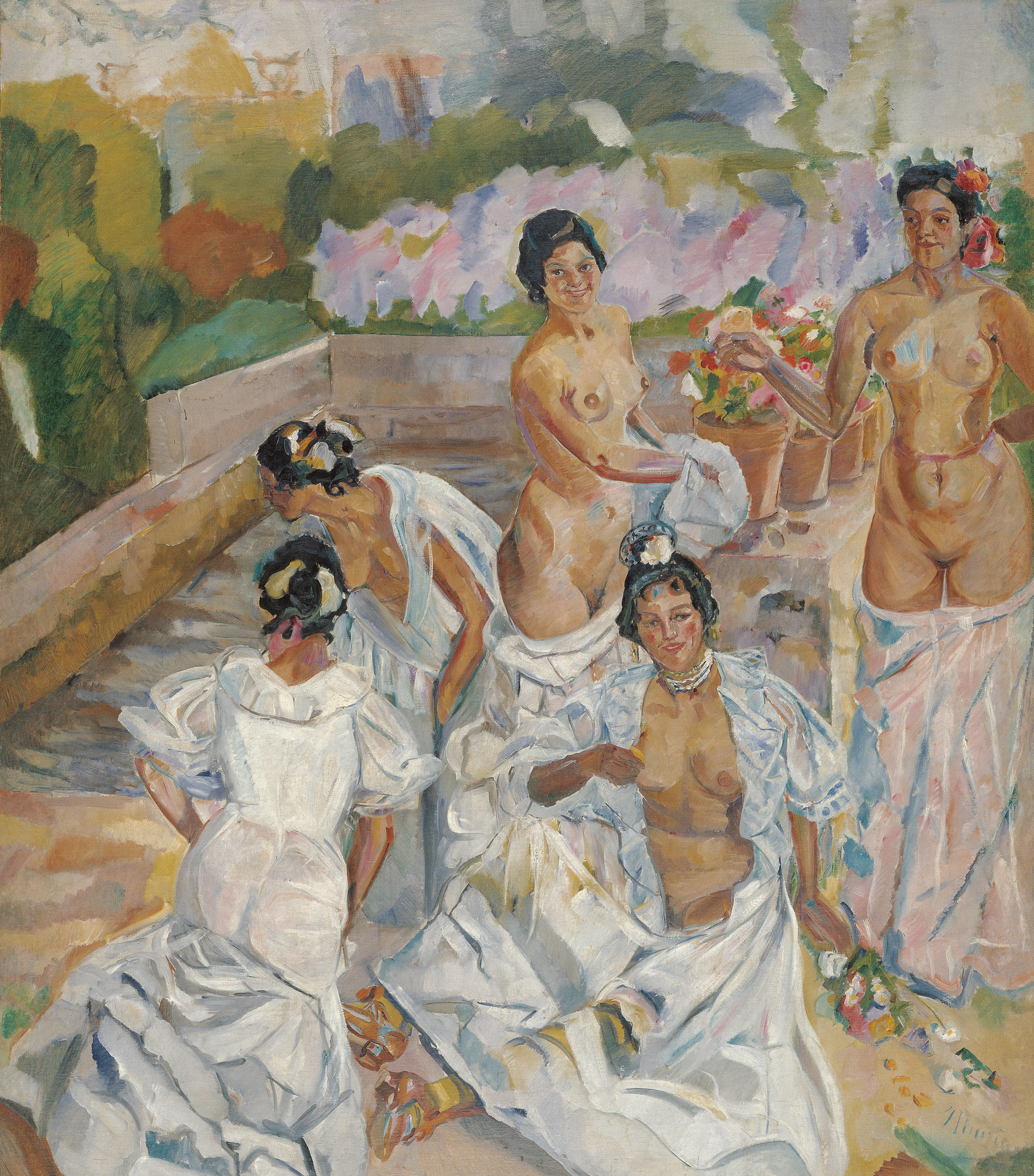
حمام
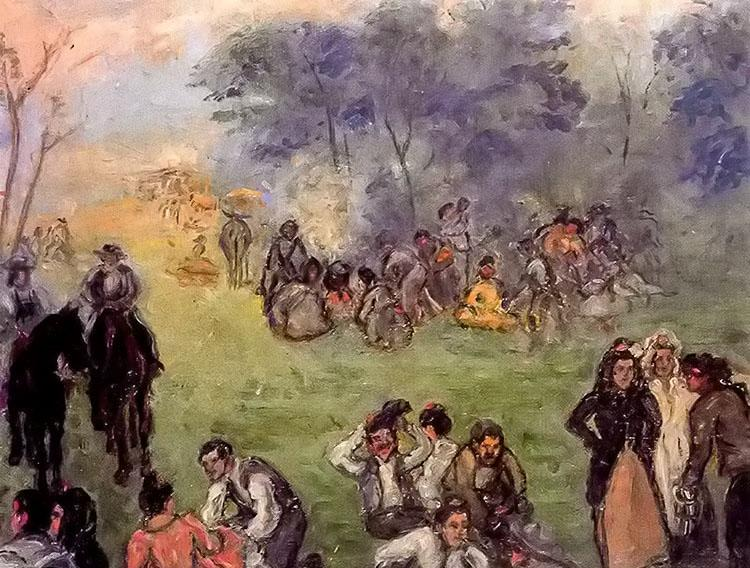
یکشنبه
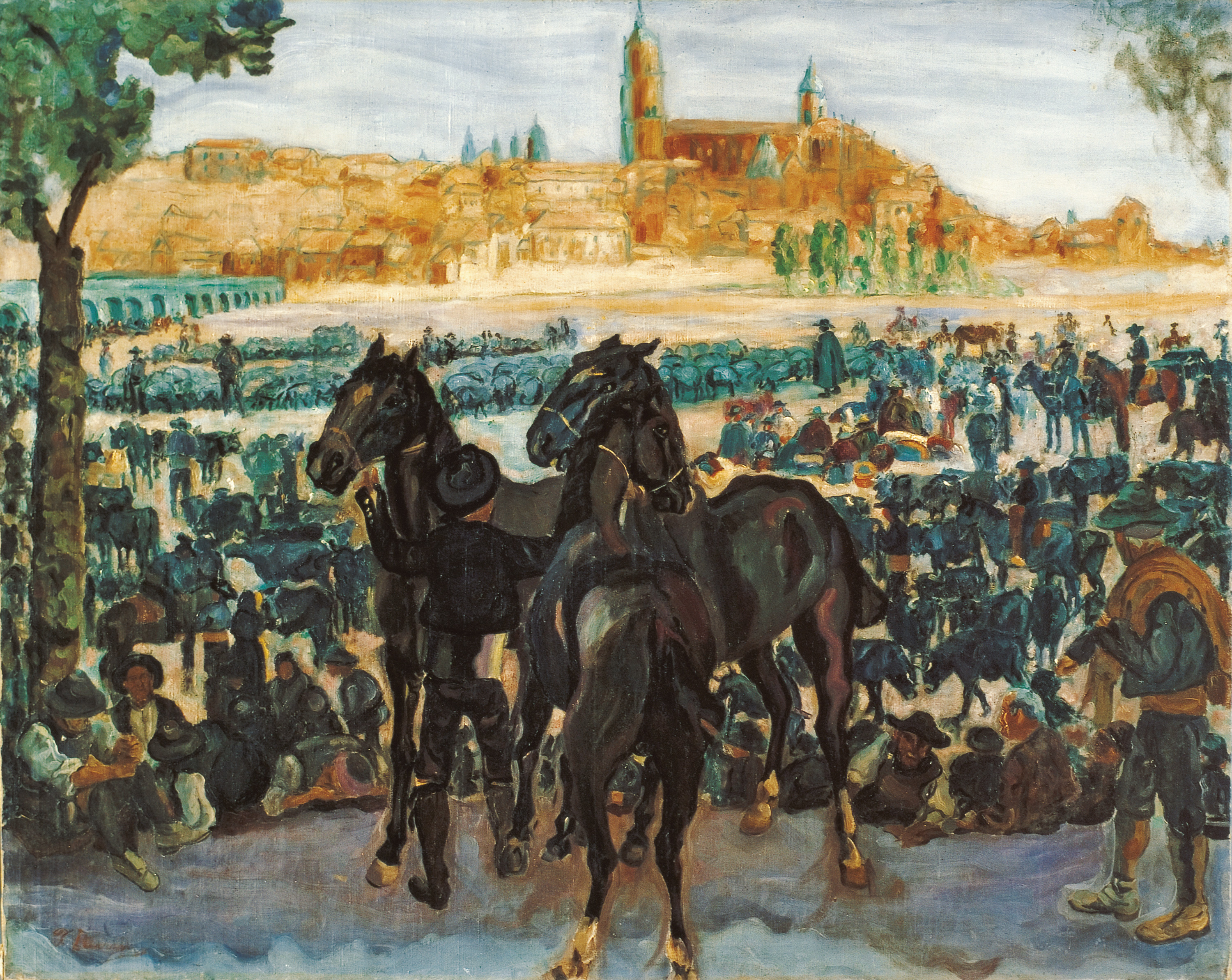
نمایشگاه گاو در سالامانکا
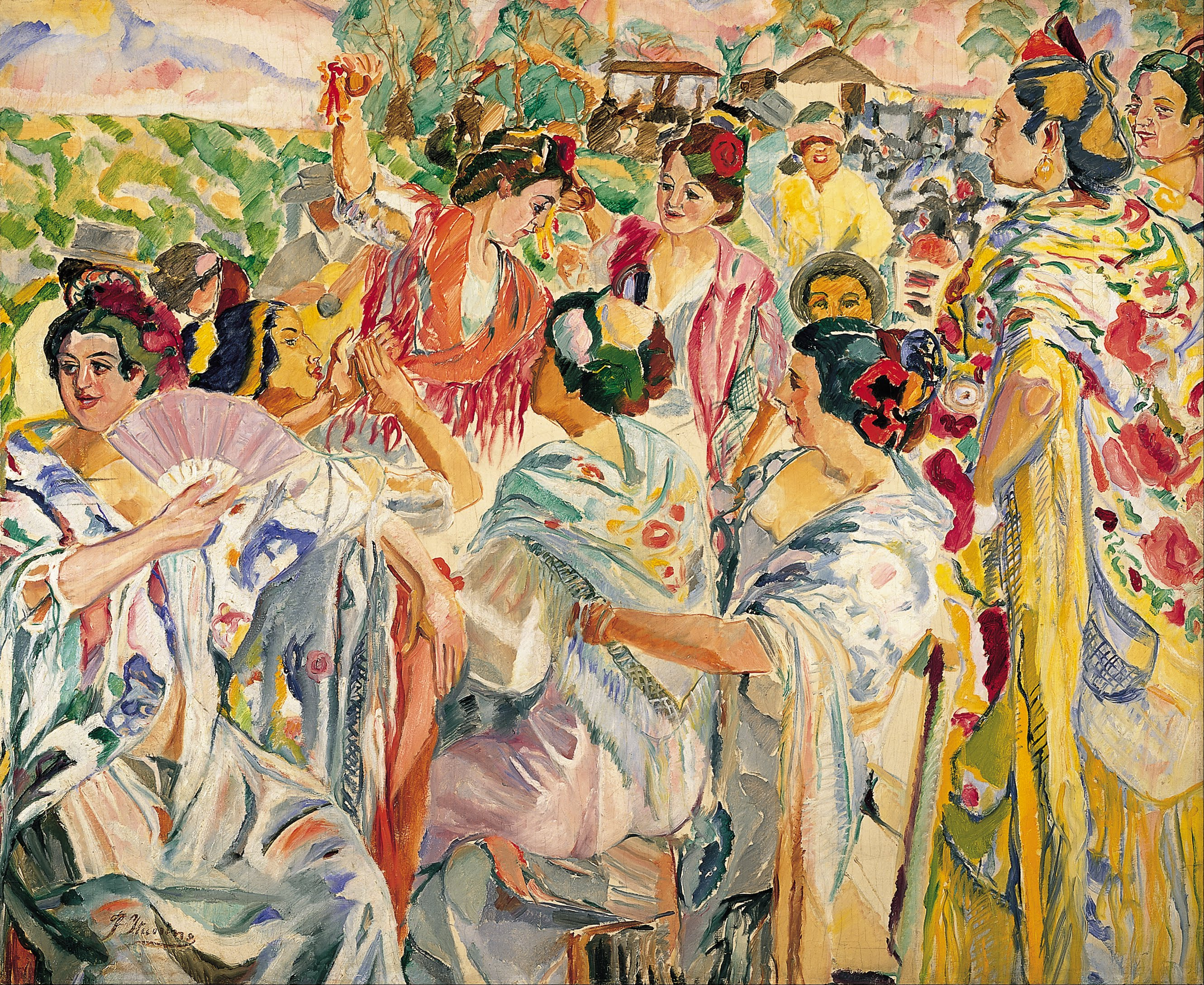
مانولاس